# Bump n' Grind
«Bump n' Grind» es una canción R&B por el artista estadounidense R. Kelly. Fue publicada el 25 de enero de 1994 como el segundo sencillo de su álbum de estudio 12 Play. La pista se convirtió número 1 en el catálogo Billboard Hot 100 de EE. UU., y permaneció número 1 durante 12 semanas en el catálogo de Hot R&B Songs, también en EE. UU. 

## Vídeo musical
El vídeo musical no presenta la famosa introducción de la canción. Contiene algunas escenas en blanco y negro y está filmada simulando un concierto. El vídeo está dirigido por Kim Watson.

## Legado

### Usos en la cultura popular
- La canción aparece en películas como Proyecto X, American Pie: el reencuentro o De perdidos al río.
- La canción aparece en el videojuego Grand Theft Auto IV.
- La canción ha aparecido en la serie animada American Dad!.
- Artistas como Bruno Mars y Chris Brown han interpretado la canción en vivo.

### Samples posteriores
- I'll Take Her (Ill Al Scratch feat. Brian McKnight)
- Body Bumpin' (Yippie-Yi-Yo) Remix (Public Announcement)
- Poppa Was a Playa (Nas)
- Rodeo (Juvenile) (samples: "Bump n' Grind (Old School Remix)")
- Karate Chop Remix (Future featuring Lil Wayne)
- Bump & Grind 2014 (Waze & Odyssey and R. Kelly)
- Songs on 12 Play (Chris Brown featuring Trey Songz)

## Versiones oficiales
- «Bump n' Grind» (LP versión) (1994) - 4:16
- «Bump n' Grind» (Old School Remix) (1997) - 4:28
- «Bump n' Grind» (How I Feel It Extended Mix) (1994) - 5:42

## Listas
| Lista (1994-95)                                 | Posición |
| ----------------------------------------------- | -------- |
| Australia (ARIA)                                | 82       |
| Ireland (IRMA)                                  | 26       |
| Nueva Zelanda (Recorded Music NZ)               | 49       |
| Reino Unido (UK Singles Chart)                  | 8        |
| US Billboard Top 40 Mainstream                  | 24       |
| US Billboard Hot Dance Music/Maxi-Singles Sales | 1        |
| US Billboard Rhythmic Top 40                    | 1        |
| US Billboard Hot R&B/Hip-Hop Songs              | 1        |